# Zhou Qian
Zhou Qian (周倩S, Zhōu QiànP; Yueyang, 11 maggio 1989) è una lottatrice cinese, vincitrice della medaglia di bronzo ai Giochi olimpici estivi di Tokyo 2020 nel torneo dei 76 kg. Vanta un oro e un argento e ai mondiali ed è stata campionessa continentale ai Giochi asiatici di Giacarta-Palembang 2018 e ai campionati asiatici di Biškek 2018..

## Palmarès
- Giochi olimpici

Tokyo 2020: bronzo nei -76 kg;
- Mondiali

Tashkent 2012: bronzo nei -75 kg;
Las Vegas 2015: argento nei -75 kg;
- Giochi asiatici

Giacarta-Palembang 2018: oro nei -75 kg;
- Campionati asiatici

Doha 2015: bronzo nei - 75 kg;
Biškek 2018: oro nei -76 kg;